# ATD Cuarto Mundo
El Movimiento Internacional ATD Cuarto Mundo (en un origen Aide à toute détresse [Ayuda a Todo Desamparo], y después Actuar Todos por la Dignidad) se crea en 1957 por el padre Joseph Wresinski con familias que vivían en un asentamiento provisional de realojo de Château-de-France en Noisy-le-Grand, en  la periferia de París. ATD Cuarto Mundo tiene como finalidad la erradicación de la pobreza extrema y tiene como principio fundador que las personas que sufren esta situación sean los primeros actores de su propia promoción Para lograrlo moviliza el compromiso de cada ciudadana y cada ciudadano para transformar las mentalidades y realizar actos concretos de solidaridad. Asimismo propone un compromiso a largo plazo formando parte del “voluntario permanente”.  
El Movimiento Internacional ATD Cuarto Mundo está presente en América del Norte y del Sur, África, Asia y Europa con acciones y proyectos en 32 países, gracias a la implicación activa de 400 miembros del voluntariado permanente, 6 273 personas aliadas y 2 260 militantes Cuarto Mundo, y también gracias a la generosidad de 22 172 personas donantes. Creado por el sacerdote católico Joseph Wresinski, el Movimiento Internacional ATD Cuarto Mundo reúne en torno a la voluntad de poner fin a la extrema pobreza, a mujeres y hombres de diversa procedencia confesional, filosófica y política, así como de todos los ámbitos de la sociedad. En 2009, el Consejo de Administración del Movimiento Internacional ATD Cuarto Mundo decidió cambiar el significado de las siglas iniciales ATD por: Actuar Todos por la Dignidad.
En España, ATD Cuarto Mundo está presente en Madrid, Barcelona y Sevilla.

## Historia

### El fundador
El padre Joseph Wresinski nació en el seno de una familia de migrantes pobres. En 1956 llega al asentamiento provisional para familias sin hogar, una zona que llamada Château de France, en Noisy-le-Grand, cerca de París, creado por el Movimiento Emmaüs y su fundador, el Abate Pierre. Vivió 11 años en este «asentamiento provisional». «Me atormentaba la idea de que estas familias no podrían salir de la miseria mientras no se les recibiera integralmente, como pueblo, donde otros debatían sobre el futuro de la humanidad. Me prometí a mí mismo que si me quedaba, lucharía para que estas familias algún día pudieran subir las escaleras del .Vaticano, del Eliseo, de la ONU… ». Se opone a la distribución caritativa de comida y propone a las familias un espacio de educación infantil y una biblioteca. «No es tanto comida y ropa lo que todas estas personas necesitaban, sino dignidad, para no depender más de la buena voluntad de los demás». Poco a poco se van creando espacios, una capilla «Nuestra Señora de Los Sin techo y de Todo el Mundo», talleres para personas jóvenes y adultas, una lavandería, un salón de belleza para mujeres. Con las familias del asentamiento y algunas personas amigas se crea una asociación que se llamará «Ayuda a todo Desamparo» (ATD). Geneviève de Gaulle-Anthonioz conoció al padre Joseph Wresinski en 1958, descubre en Noisy-le-Grand la miseria pero también la fraternidad que experimentó como deportada en el campo de concentración de Ravensbrück. En 1960, tras la muerte de dos niños en un incendio en el asentamiento, Geneviève se une definitivamente a estas familias en situación de extrema pobreza y acepta la presidencia de la asociación de 1964 a 1998. 
En este asentamiento provisional de personas sin hogar, el padre Joseph Wresinski, entiende que el acceso al mundo universitario es un tema decisivo para una auténtica transformación. Solicita a Alwine de Vos van Steenwijk, una diplomática holandesa, también presente, la creación de un instituto de investigación: el IRFRH (Instituto de Investigación y Formación en Relaciones Humanas por sus siglas en francés). Así, se organiza un primer coloquio en la Unesco en 1961. Los estudios muestran que en los países industrializados, y a pesar del auge económico, una franja de población permanece en situación de extrema pobreza. Poco a poco establecen toda una red internacional de correspondencia para crear vínculos con personas aisladas comprometidas por todo el mundo junto a familias en situación de extrema pobreza. Es el nacimiento del Foro por un Mundo Sin Miseria [antiguo Foro Permanente - Extrema pobreza en el mundo], conformado por grupos y redes de amistad entre estos. Entre las personas de todos los ámbitos de la sociedad que acuden para colaborar y ayudar, algunas deciden comprometerse a largo plazo. Es la creación del Voluntariado Permanente. En 1966, estas primeras personas implicadas en el Voluntariado Permanente, redactan las opciones de base de la Asociación. «Toda persona posee un valor inalienable que constituye su dignidad humana». Para terminar con la utilización de términos como «casos sociales», «familias inadaptadas» o «familias problemáticas», Joseph Wresinski propone un concepto cargado de esperanza y dignidad: el Cuarto mundo. El término «Cuarto Mundo» expresa a partir de entonces la unión entre personas en situación de pobreza y quienes no la sufren en un mismo compromiso por erradicar la miseria. 

### Desarrollo
Desde 1973 se organizaron encuentros internacionales para afirmar públicamente la voluntad del Cuarto Mundo a ser escuchado, tomado en cuenta y, sobre todo, de ser útil a la sociedad. Dentro de la asociación, algunas de las familias más desfavorecidas siguen siendo fuente de nuevas iniciativas. Estas, al ver a través de la televisión la realidad de los campos de refugiados dicen a los miembros del Voluntariado Permanente: «En todos los lugares donde haya sufrimiento y miseria, ATD Cuarto Mundo debe estar presente». Impulsados por este desafío, los equipos se establecen en países empobrecidos respondiendo a la demanda de instituciones o relaciones de amistad en diversos países. A principios del SXXI, el Movimiento Internacional ATD Cuarto Mundo tiene equipos en 32 países y cuenta con corresponsales en más de 100 países. El 14 de febrero de 1988, muere el padre Joseph Wresinski. Está enterrado en Méry-sur-Oise, en el Centro Internacional del Movimiento ATD Cuarto Mundo. El Centro Internacional Joseph Wresinski en Baillet-en-France (95) actualiza su mensaje gracias a la recopilación de sus publicaciones y escritos, así como del conjunto de escritos de los miembros de ATD Cuarto Mundo en todo el mundo; su objetivo es proporcionar las fuentes documentales para un trabajo de conocimiento de las personas y comunidades en situación más grave de pobreza, así como para comprender las causas de la extrema pobreza.

### En Francia
El padre Joseph Wresinski deja en especial un instrumento de reflexión sobre la pobreza, a saber: el informe Wresinski Grande pauvreté et précarité économique et sociale présenté [Extrema pobreza y precariedad económica y social] presentado ante el Consejo Económico Social y Medioambiental de Francia y votado por unanimidad en 1987. Los informes presentados ante el Consejo Económico y Social de Joseph Wresinski en 1987, y posteriormente por Geneviève de Gaulle-Anthonioz en 1995, transformaron la manera de entender la lucha contra la pobreza; que pasa a ser una exigencia ética ligada a la igual dignidad de todo ser humano. Los derechos sociales son indivisibles, también a la hora de respetarlos. Esto requiere de una acción global, coherente y prospectiva tanto en el ámbito de los poderes públicos como de los agentes sociales, una acción capaz de construir una estrecha colaboración con las personas, familias y comunidades en situación de extrema pobreza. Ambos informes sentaron las bases para que la movilización ciudadana y asociativa impulsara la creación de una Renta mínima de inserción, una Ley de Orientación de Lucha contra las Exclusiones y que se estableciera una Cobertura Sanitaria Universal.

## Diferentes formas de acción

### Estudio de las realidades de pobreza
Una de las características originales del Movimiento Internacional ATD Cuarto Mundo, y que tiene de particular en el conjunto de asociaciones de lucha contra las diferentes formas de exclusión, es su voluntad a la hora de constituirse como lugar de recepción y producción de conocimiento de las diferentes formas de pobreza y de exclusión. La contribución de ATD Cuarto Mundo al conocimiento de personas y comunidades en esta situación y a la toma de conciencia sobre la brecha existente entre estas familias y el resto de la sociedad ha adoptado diferentes formas:
- A finales de los años cincuenta, ATD Cuarto Mundo organiza dos conferencias en la Unesco sobre "Familias inadaptadas" y crea un Instituto de Investigación y Formación en Relaciones Humanas. A lo largo de sus 60 años de historia, el Movimiento ATD Cuarto Mundo ha elaborado unos conocimientos, investigación, formación y memoria en todos los ámbitos que afectan a la vida de las personas en situación más grave de pobreza, en base a sus propios conocimientos y experiencias personales, así como de la investigación de profesionales y académicos. Ubicado en Baillet-en-France(95),[8] el Centro Internacional Joseph Wresinski,[9] fue inaugurado en el año 2007 inauguré en 2007 y tiene por objeto recopilar, proteger, poner en valor y facilitar el acceso a los archivos del Movimiento ATD Cuarto Mundo. Con motivo del centenario del nacimiento de Joseph Wresinski, un coloquio reunió a 80 académicos, profesionales y personas que viven en la pobreza procedentes de 15 países en el Centro Cultural Internacional de Cerisy-la-Salle, para debatir,[10] sobre el tema «Ante la miseria, repensar lo humano a partir de Joseph Wresinski».[11] Asimismo, desde el año 2017, el Movimiento ATD Cuarto Mundo, en colaboración con la Universidad de Oxford ha llevado a cabo una investigación participativa internacional para determinar las dimensiones de la pobreza y sus medidas con las personas principalmente afectadas.[12] Se trata de una iniciativa conjunta que ha reunido como coinvestigadoras a personas en situación de pobreza, académicas y profesionales en equipos nacionales de investigación de seis países.

- EProfundamente inspirado en la experiencia y el enfoque de ATD Cuarto Mundo, el informe Wresinski, Extrema pobreza y precariedad económica y social, presentado y aprobado por el Consejo Económico Social y Medioambiental,[13] hace hincapié en la acumulación de las precariedades y la creciente interdependencia de los ámbitos de vida propios de las situaciones de extrema pobreza, así como en la necesidad de dar una respuesta global a estas situaciones. Defiende la adopción de una legislación sobre la Renta Mínima de Inserción y propone un enfoque cualitativo que vincula la situación de pobreza con la dificultad para ejercer los derechos fundamentales y, por lo tanto, establece una estrecha relación entre la extrema pobreza y la violación de los derechos humanos.
- En 1995, el informe de Evaluación de las políticas públicas de lucha contra la pobreza presentado por Geneviève de Gaulle-Anthonioz ante el Consejo Económico Social y Medioambiental se elaboró teniendo en cuenta las opiniones de las personas en situación de extrema precariedad.[14] La Ley del 29 de julio de 1998 de Orientación y Lucha contra las Exclusiones[15] tenía como objetivo garantizar a todas las personas el acceso a los derechos fundamentales y lleva el sello del enfoque de ATD Cuarto Mundo sobre la extrema pobreza y la exclusión.
- Asimismo, el informe Acceso de todas las personas a todos los derechos mediante la movilización de todos, aprobado por la casi unanimidad del Consejo Económico Social y Medioambiental (CES) el 18 de junio de 2003 (), y el informe Una escuela de éxito para todos, aprobado por el CESE el 12 de mayo de 2015 (), a la hora de escuchar la voz de las personas más desfavorecidas, y de los principios esenciales que deben inspirar las leyes, dispositivos y políticas públicas, y presentar así numerosas propuestas de medidas concretas que se articulan en torno a un enfoque global de las situaciones de exclusión.

El conocimiento de las situaciones de pobreza, relacionado con la propia experiencia vivida, se fundamenta en el compromiso a largo plazo de los miembros del voluntariado del Movimiento Internacional ATD Cuarto Mundo en los barrios más desfavorecidos; un compromiso que les permite recibir las acciones y la expresión de las personas en primera persona. El Movimiento Internacional ATD Cuarto Mundo facilita la participación de las personas principalmente afectadas en la producción de este conocimiento sobre las realidades de exclusión. En 1979, Joseph Wresinski afirmaba que: «Conocer es ante todo ser consciente de ser alguien, poder dar sentido a lo que vivimos, a lo que hacemos, poder expresarnos. Saber es tener un lugar en el mundo, conocer nuestras propias raíces, reconocernos de una familia, de un medio. Saber es, por consiguiente, poder participar de lo que las demás personas son y hacen. Saber es comprender lo que somos, lo que vivimos, poder compartirlo con las demás personas, vivir experiencias en las que no terminamos humillados, sino orgullosos». Una de las áreas de acción del Movimiento ATD Cuarto Mundo es ofrecer a las familias en situación de extrema pobreza medios para expresar públicamente sus experiencias y necesidades, espacios donde dialogar con personas de otros ámbitos de la sociedad, en particular con grupos que cuentan con cierto poder social o político. La experiencia del Movimiento Internacional ATD Cuarto Mundo en el marco de las Universidades Populares Cuarto Mundo pone de relieve asimismo la necesidad de espacios donde las personas con experiencia de la pobreza puedan reunirse, construir un pensamiento colectivo y confrontarlo con el discurso de personas expertas o instituciones .

### Movilización
El Movimiento Internacional ATD Cuarto Mundo quiere poner fin a la extrema pobreza asociando a las personas que la sufren y mediante la movilización más amplia posible. Miembro del Consejo Económico y Social de la República Francesa desde 1979, desde 2010 Consejo Económico Social y Medioambiental (CESE por sus siglas en francés), el Padre Joseph Wresinski elaboró para ello el informe Extrema Pobreza y precariedad económica y social, adoptado el 11 de febrero de 1987, que ha tenido importantes repercusiones tanto sociales como políticas El informe reconoce la extrema pobreza como una violación de los derechos humanos; y proclama que no es posible erradicar la pobreza extrema sin asociar previamente a las personas en situación más grave de pobreza como principales colaboradores.
El 17 de octubre de 1987 een París, y respondiendo a la llamada a la movilización de Joseph Wresinski, más de 100 000 personas expresaron la necesidad de unirse para hacer respetar los derechos humanos y se reunieron en el Atrio del Trocadero, lugar donde la Asamblea General de las Naciones Unidas aprobó, el 10 de diciembre de 1948, la Declaración Universal de los Derechos Humanos. Ese día, tomó la palabra presentando Doy testimonio una declaración en honor a las víctimas del hambre, la violencia y la ignorancia, que expresa su rechazo a la extrema pobreza e invita a la humanidad a unirse para hacer respetar los derechos humanos. Se inscribió una placa conmemorativa que afirma que las personas en situación más grave de pobreza son creadores de una humanidad fraterna e incluye el llamamiento de Joseph Wresinski : «Allí donde hay hombres y mujeres condenados a vivir en la miseria, los derechos humanos son violados. Unirse para hacerlos respetar es un deber sagrado».

#### Día Internacional para la Erradicación de la Pobreza
se unen para reafirmar su compromiso y manifestar su solidaridad con las personas en situación más grave de pobreza. En todo el mundo se han inaugurado réplicas de esa primera placa conmemorativa y sirven como lugar de reunión para la celebración de esta jornada. Una de ellas está situada en el jardín de la sede de las Naciones Unidas, en Nueva York,, y es donde la Secretaría de las Naciones Unidas organiza la conmemoración anual del Día Internacional para la Erradicación de la Pobreza. Por medio de la resolución 47/196, aprobada por la Asamblea General de las Naciones Unidas se establece el 17 de octubre como Día Internacional para la Erradicación de la Pobreza, y se invita a todos los Estados a dedicar este día a la presentación y promoción de actividades concretas para la eliminación de la pobreza y la extrema pobreza, de acuerdo con su propio contexto nacional. Esta resolución también invita a las organizaciones intergubernamentales y no gubernamentales a colaborar con los Estados que así lo soliciten en la organización de actividades nacionales para celebrar este día. Asimismo, el texto exhorta al Secretario General a tomar las medidas necesarias, dentro de los límites de los recursos disponibles, para garantizar el éxito de las actividades que realizarán las Naciones Unidas con motivo del Día Internacional para la Erradicación de la Pobreza. El Movimiento Internacional ATD Cuarto Mundo, promotor de esta jornada, desea que las iniciativas inspiradas en el mensaje inscrito en la placa conmemorativa para la erradicación de la pobreza se multipliquen en todo el mundo a iniciativa de la ciudadanía, asociaciones y autoridades. El Movimiento ATD Cuarto Mundo trabaja para dar relevancia especial a esta jornada, en honor a las víctimas de la extrema pobreza y en favor de la movilización de todas las defensoras y defensores de los derechos humanos. Desde esta perspectiva ética, el 17 de octubre constituye un punto de apoyo para una dinámica de erradicación de la extrema pobreza a lo largo de todo el año.

#### El Cruce de Saberes
del conocimiento dirigido a poner de relieve los diferentes tipos de conocimientos presentes en la sociedad, en especial el conocimiento de las personas en situación de extrema pobreza ), y por otro, al medio que hace posible crear las condiciones para que el conocimiento resultante de la experiencia de vida de las personas que conocen la pobreza establezca un diálogo en pie de igualdad con el científico y profesional. Estos conocimientos diferentes producen un conocimiento y métodos de acción más completos e inclusivos. El Cruce de Saberes, implementado en muchos países, se desarrolla en ámbitos del saber muy diversos: salud, trabajo social, educación humanidades y ciencias sociales, etc. El enfoque se fundamenta en una rigurosa metodología experimentada durante años y formalizada en el libro, reuniones, intervenciones, co-formación, acciones de investigación y publicaciones de las más diversas formas (libros, artículos de revistas y periódicos, tesis, etc.) han desarrollado o se han inspirado en este método. « Le croisement des savoirs et des pratiques – Quand des personnes en situation de pauvreté, des universitaires et des professionnels pensent et se forment ensemble ». [Estudio sobre la pobreza. El cruce de saberes y de prácticas. Cuando personas en situación de pobreza, universitarios y profesionales piensan y se forman juntos] Este enfoque de elaboración conjunta del conocimiento ha cobrado notoriedad a partir de un número creciente de iniciativas. , reuniones, intervenciones, formaciones conjuntas, investigación-acción y publicaciones de muy diversos formatos (libros, artículos de revistas y periódicos, tesis, etc.) que desarrollan este método o se inspiran en él. 

#### Ediciones Cuarto Mundo
Para poder conservar y compartir el conocimiento, las experiencias y acciones, el Movimiento Internacional ATD Cuarto Mundo lleva a cabo labores de edición y difusión de diferentes publicaciones desde 1965. Las ediciones Science et Service [Ciencia y Servicio], posteriormente transformada en Ediciones Cuarto Mundo, publica en 1969 el libro La Provocation sous-prolétarienne [La provocación subproletaria]. Desde entonces se han publicado numerosos testimonios de vida y novelas, libros infantiles, periódicos, revistas, informes de investigación y publicaciones en formato audiovisual. En esta perspectiva de establecer una colaboración ciudadana, una alianza a largo plazo y continua, las Ediciones Cuarto Mundo quieren mostrar la experiencia de vida y el pensamiento de personas en situación de extrema pobreza ofreciendo en la mayor medida posible una toma de palabra directa, así como la posibilidad de participar a la transformación de los modos de pensar y de actuar, ofrecer los medios para reflexionar, profundizar y actuar en base a las acciones y proyectos realizados

### Innovación y proyectos piloto
La búsqueda de la innovación constituye uno de los aspectos de la acción del Movimiento ATD Cuarto Mundo. La flexibilidad organizativa y la ausencia de los marcos de acción predeterminados de muchas ONG dejan margen a las iniciativas locales y a modalidades de acción innovadoras. El compromiso de los miembros del Voluntariado Permanente forman parte de esta dimensión. Pues al compartir las condiciones de vida de las familias en situación de pobreza y vivir en proximidad o en los mismos barrios de estas, garantizan una acción de proximidad única en los dispositivos de lucha contra la pobreza. La simplicidad de los medios con los que cuenta el voluntariado y el hecho de no estar ligados a un marco institucional rígido les permite una mayor aceptación por parte de las personas y comunidades más difíciles de alcanzar, con independencia de los barrios o países en los que realizan su acción. El Movimiento Internacional no es un agente de intervención equiparable al resto de las asociaciones «caritativas» sino que forma parte del mismo ámbito de actuación que las asociaciones de «defensa de derechos humanos» que apoya su incidencia política en una serie de «experiencias e iniciativas piloto» en diferentes ámbitos.
- El acceso a la cultura, así como la acción cultural comunitaria, forma parten de la identidad profunda de nuestra asociación. Así, de manera progresiva, se han ido creando redes de acción y promoción cultural (como las Bibliotecas de Calle[29] dirigidas a niñas y niños de barrios desfavorecidos.[30] Cada semana, en los 32 países donde hay equipos del Movimiento Internacional ATD Cuarto Mundo, se llevan a cabo Bibiotecas de Calle[31] que reúnen a niñas y niños y abren una vía de acceso a los libros, al gusto por la lectura y el acceso a esa dimensión de la cultura con numerosas ventanas al exterior. Geneviève de Gaulle Anthonioz afirmaba: «¡Qué idea más absurda!, se escucha decir a las mujeres, ¡llevar libros a personas a las que les falta de todo y viven en medio del barro! En Ravensbrück descubrimos que un libro tenía más valor que el pan. Este tipo de actitudes me ayudan a tomar conciencia del tipo de proyecto concebido por el padre Joseph: quienes experimentan la destrucción de la extrema pobreza son las únicas personas que pueden enseñarnos lo que quieren vivir, por ello es necesario tener en cuenta sus aspiraciones más profundas. Y si no escuchamos nada, seguramente sea porque no estamos lo suficientemente cerca de ellas».[32]
- Los grupos infantiles Tapori son una iniciativa de Joseph Wresinski. Durante un viaje a la India conoció a niñas y niños que vivían en las estaciones y en situación de calle. Les llaman los «Tapoori» y recuperan restos comida que los viajeros dejan en los trenes, después, se reúnen en grupo y comparten lo que tienen para que cada uno tenga algo que comer. Toma el nombre de Tapori como forma de rendir homenaje a estas niñas y niños con condiciones de vida muy difíciles pero que saben mantenerse solidaridarios[33] así, pasa a ser una corriente de amistad de niñas y niños de todo el mundo.[34] Está[35] corriente de amistad infantil entre niñas y niños de diferentes ámbitos de la sociedad[34] existe en África, en la región del Océano Índico,[36] en el continente americano, Asia y Europa.[37]
- La formación a partir de las Universidades Populares Cuarto Mundo[38] comienza en 1972. Se trata de un lugar de intercambio, formación y elaboración de un conocimiento emancipatorio. Este espacio se fundamenta en la convicción de que las personas que viven en situación de extrema pobreza son portadoras de una experiencia vital sobre la que pueden construir saberes únicos. Estas universidades, que se llevan a cabo en Bélgica, Canadá, España, en nueve regiones de Francia, Países Bajos, Suiza (), y en Burkina Faso, Guatemala, México, Perú y Senegal,[39] han contribuido a formar y siguen formando a día de hoy a personas de todos los ámbitos de la sociedad:[40] miembros del Voluntariado Permanente, aliados y militantes Cuarto Mundo, miembros y amigos del Movimiento, profesionales y ponentes exteriores, etc.[41] Las personas que participan en las Universidades Populares Cuarto Mundo vienen para aprender mutuamente.[42] Esta acción respeta una serie de principios esenciales.[43] Una persona dinamiza y garantiza que todas las personas participantes puedan expresarse[44] y contribuyan con su opinión.[45] A partir de estas expresiones una persona invitada, especialista del tema que se aborda, completa o confronta lo anteriormente expuesto por ellas.[46]
- La vivienda: El Movimiento Internacional ATD Cuarto Mundo participa activamente, desde su creación en 1970, en el centro de promoción familiar de Noisy-le-Grand, reconocido oficialmente como Centro de Albergue y Promoción Familiar (CHRS por sus siglas en francés) y que tiene como objetivo permitir el proceso de acogida de 35 familias a las que ofrece alojamiento y, a través de una acción integral de promoción familiar, social y cultural, la adquisición de la autonomía suficiente para poder ejercer el conjunto de derechos y responsabilidades.[47] Desde su creación, han participado más de mil familias en procesos de acceso permanente a la vivienda[48] y lograr una vida autónoma. Además, este es un lugar principal de la historia de nuestro movimiento, pues es dónde se fundó y donde multitud de personalidades políticas[49] acuden para descubrir y comprender mejor el trabajo que la asociación realiza en colaboración con las familias.[50]
- El trabajo, con la creación en 2002 en Noisy-le-Grand de la empresa asociativa «Travailler et Apprendre Ensemble » (TAE) [Trabajar y Aprender Juntos]. Este espacio reúne a personas alejadas del mundo del trabajo y trabajadores solidarios[51] en tareas de reacondicionamiento de ordenadores, trabajos de renovación de viviendas y de servicios de limpieza para asociaciones y comunidades. Su objetivo es, a partir de esta experiencia empresarial, poner de manifiesto que el acceso al trabajo para las personas que más alejadas se encuentran de él puede abordarse,[52] pero debe hacerse a partir de una dinámica compartida. Sobre esta experiencia empresarial de acceso al empleo se apoya un proyecto piloto «Territoires Zéro Chômeurs» [Territorios Cero Desempleo de Larga Duración] impulsado por el Movimiento ATD Cuarto Mundo[53] con el apoyo de una ley de carácter experimiental.[54]
- Acceso al derecho a las vacaciones: El Movimiento ATD Cuarto Mundo constata que las familias más pobres no disfrutan nunca de vacaciones,[55] aun cuando este período constituye un tiempo para reponerse que es absolutamente necesario para todas las personas.[56] ATD Cuarto Mundo defiende el acceso al derecho de vacaciones familaires con el objetivo de reponerse de la lucha diaria contra la pobreza y permitir el reencuentro de toda la familia, madres, padres, niños. Así, se crearon tres centros de vacaciones familiares en Arbois, en el departamento del Jura, en el Reino Unido y en los Países Bajos. El centro de vacaciones familiares situado en Arbois, «La Bise», en el departamento del Jura, está ubicado en medio de la naturaleza.[57] En Arbois, la región facilita una serie de actividades como el senderismo, la práctica del esquí en invierno o el piragüismo en verano. Desde 1979 se organizan entre cinco y seis sesiones de acogida familiar de una o varias semanas de duración.[58] Este derecho a las vacaciones también está presente en el informe Wresinski ante el Consejo Económico Social y Medioambiental de 1987 y viene a complementar las diferentes dimensiones que aborda el Movimiento ATD Cuarto Mundo mediante sus iniciativas.[59]

El Movimiento Internacional ATD Cuarto Mundo mantiene su voluntad permanente de salir al encuentro de las personas más afectadas por la extrema pobreza, las más olvidadas, y constituyen la medida de referencia para la evaluación de todos sus proyectos.

## Formas de compromiso
Desde que llegó al asentamiento de Château-de-France, en el verano de 1956, el padre Joseph Wresisnki quiso dar respuesta al desamparo de las familias y a la facilidad de un asistencialismo efímero mediante un compromiso a largo plazo a partir de personas de todos los medios sociales que eligen voluntariamente luchar juntas contra la extrema pobreza y por una sociedad más justa. Desde la creación del Movimiento Internacional ATD Cuarto Mundo, este compromiso adoptará tres formas diferentes y complementarias:
- El Voluntariado Permanente: conformado por mujeres, hombres y familias de diferentes ámbitos de la sociedad, nacionalidades y creencias.[60] A partir de los 25/28 años y constatando que hay ciudadanas y ciudadanos desfigurados por la extrema pobreza deciden no buscar una promoción individual de carrera[61] y prefieren guiarse a partir de otras prioridades. Así, lo que les une es un compromiso que tiene como finalidad la liberación de las personas en situación más desfavorable.[62] Como fue el caso de Alwine de Vos van Steenwijk[63] diplomática holandesa funcionaria de la OCDE en París, que dejó su carrera diplomática para sumarse al proyecto iniciado por Joseph Wresinski, o de Francine de la Gorce.[64] De este modo el Voluntariado Permanente se ha ido estructurando a lo largo[65] de los últimos 60 años de historia[66] del Movimiento ATD Cuarto Mundo impulsando y generando siempre la misma entrega y generosidad. Todos los miembros del Voluntariado Permanente[67] aceptan vivir a partir de una indemnización modesta que reciben con independencia de su cualificación profesional, de sus responsabilidades o su antigüedad. Esta iniciativa les permite vivir de manera sencilla y mantenerse cercanos de las personas en situación de pobreza sin imponerse a ellas mediante medios materiales. Este tipo de opción genera nuevas formas de relación humana. A día de hoy el Voluntariado Permanente cuenta con 450 miembros de 40 nacionalidades y que están presentes junto a las personas más desfavorecidas en diferentes países en los que el Movimiento Internacional ATD Cuarto Mundo tiene implantación, hay cerca de 100 en Francia.
- La militancia Cuarto Mundo: las personas en situación más grave de pobreza son las primeras en movilizarse para rechazar su situación. Luchan cada día para que sus vidas cambien, para que cambien la vida de sus hijas e hijos o allegados.[68] Las personas Militantes Cuarto Mundo viven o han vivido en situación de extrema pobreza y eligen sumarse a ATD Cuarto Mundo[69] porque se reconocen en sus aspiraciones.[70] Aportan su reflexión y su experiencia y se comprometen activamente a ir al encuentro y a apoyar a personas que viven situaciones aún más graves de pobreza. Escuchan, acogen, actúan, acompañan a quienes necesitan apoyo en diferentes trámites.[71] El hecho de atravesar situaciones muy difíciles les ha permitido adquirir un conocimiento, una inteligencia y una energía que quieren compartir y transmitir a otras personas así como seguir luchando contra las ideas falsas que la sociedad difunde sobre su situación.[72]
- Aliadas y aliados Cuarto Mundo: Joseph Wresinski, a pesar de vivir en medio del mundo de la extrema pobreza siempre ha rechazado su supuesto carácter inevitable. Pero, por otra parte, sabía que estando solo era imposible poder aportar respuestas al sufrimiento de las personas más desfavorecidas. También sabía que para las autoridades públicas es imposible actuar[73] contra la extrema pobreza sin el apoyo de gran parte de la ciudadanía. La exclusión que sufren las familias en situación más grave de pobreza es un asunto que nos concierne a todos y es necesaria la movilización de cada persona para que se pueda restablecer su dignidad.[74] Para erradicar la extrema pobreza es necesario movilizar todas las voluntades y esfuerzos. El término de alianza pone de manifiesto el compromiso voluntario de personas de todos los ámbitos socioprofesionales y culturales[75] que se movilizan a largo plazo en el Movimiento ATD Cuarto Mundo para mantener una lucha diaria contra la extrema pobreza, más allá de la simple buena acción puntual o semanal. Sostienen y llevan a cabo proyectos y acciones[76] y contribuyen a la difusión del mensaje del Movimiento Internacional ATD Cuarto Mundo para que la erradicación de la extrema pobreza pase a ser una prioridad compartida cada vez por más personas. Participan en acciones de terreno, pero también en acciones y tareas administrativos o de representación.[77] Entre las primeras personas que asumieron un compromiso como aliadas Cuarto Mundo está Geneviève de Gaule Anthonioz que aceptará la Presidencia de la asociación en 1960.

## Contribución a las políticas públicas
El Movimiento Internacional ATD Cuarto Mundo persigue que el «acceso de todas las personas a la integralidad de los derechos mediante la movilización de todos» pase a ser una realidad compartida. A través de sus 60 años de historia, la asociación se ha movilizado a favor de nuevas conquistas en materia de derechos (la Renta Mínima de Inserción, la Ley de Orientación contra las Exclusiones, la Cobertura Sanitaria Universal y la Ley sobre el Derecho a la Vivienda en Francia) con frecuencia, junto a otras asociaciones, ha contribuido a la puesta en marcha de nuevas políticas públicas.

## Representación del Movimiento Internacional ATD Cuarto Mundo
El Movimiento Internacional ATD Cuarto Mundo tiene representación en varias instituciones internacionales, entre otras:
•     en el Consejo Económico y Social de las Naciones Unidas (ECOSOC) con estatuto consultivo desde 1991
•     en Unicef con estatuto consultivo desde 1991
•     en la Unesco con estatuto consultivo 
•     en  la Oficina Internacional del Trabajo con estatuto consultivo
•     en el Consejo de Europa con estatuto participativo 
•     en el Banco Mundial
•     en el Fondo Monetario Internacional
•     ante la Unión Europea con una delegación permanente 
En Francia, ATD Cuarto Mundo tiene representación:
•     en el Consejo Económico Social y Medioambiental en la sección de asuntos sociales 
•     en el Consejo Nacional de Políticas contra las Exclusiones 
•     en la Comisión Nacional Consultiva de los Derechos Humanos
•     en el Observatorio Nacional de la Pobreza y la Exclusión Social 
•     en el Consejo de Control de Fondos CMU (Cobertura Sanitaria Universal) 
•     en el Consejo Nacional de la Vivienda 
•     en el comité de seguimiento de Vivienda para personas en situación desfavorecida 
•     en el Comité de Coordinación para el Servicio Civil 
Asimismo, el Movimiento ATD Cuarto Mundo Francia tiene representación en algunos Consejos Económicos y Sociales de carácter regional y forma parte del Colectivo Alerta () (que reúne a cuarenta federaciones y asociaciones nacionales de lucha contra la pobreza y la exclusión) coordinado por la UNIOPSS, así como del colectivo Pacte du pouvoir de vivre [Pacto para poder vivir] () que reúne a asociaciones medioambientales, de educación popular, de lucha contra la pobreza, de apoyo y acogida de personas migrantes, así como sindicatos, fundaciones y mutuas.